# Artsiom Leŭsjunoŭ
Artsiom Andrejevitj Leŭsjunoŭ (belarusiska: Арцём Андрэевіч Леўшуноў; även ryska: Артём Андреевич Левшунов: Artiom Andrejevitj Levsjunov), född den 28 oktober 2005 i Zjlobin i Belarus, är en belarusisk professionell ishockeyback.
Leŭsjunoŭ är sedan 2024 kontrakterad till Chicago Blackhawks i National Hockey League (NHL) och spelar för Rockford Icehogs i American Hockey League (AHL). Han draftades av Chicago Blackhawks i första rundan i 2024 års draft som andre spelare totalt. Leŭsjunoŭ har tidigare spelat för Michigan State Spartans i National Collegiate Athletic Association (NCAA) och Green Bay Gamblers i United States Hockey League (USHL).

## Statistik
| 2020–2021  | Belarus herrjuniorlandslag U17 | VL         | 46 | 10 | 16 | 26 | 28 | 7  | 2 | 3  | 5  | 0 |
| 2021–2022  | Belarus herrjuniorlandslag U18 | VL         | 46 | 25 | 38 | 63 | 28 | 13 | 7 | 10 | 17 | 2 |
| 2022–2023  | Green Bay Gamblers             | USHL       | 62 | 13 | 29 | 42 | 38 | 3  | 0 | 1  | 1  | 0 |
| 2023–2024  | Michgian State Spartans        | NCAA       | 38 | 9  | 26 | 35 | 44 | —  | — | —  | —  | — |
| 2024–2025  | Chicago Blackhawks             | NHL        | 1  | 0  | 0  | 0  | 0  | —  | — | —  | —  | — |
|            | Rockford Icehogs               | AHL        | 50 | 5  | 17 | 22 | 59 | —  | — | —  | —  | — |
| NHL totalt | NHL totalt                     | NHL totalt | 1  | 0  | 0  | 0  | 0  | —  | — | —  | —  | — |

### Internationellt
| Källa: Uppdaterad: 2025-03-11 | Källa: Uppdaterad: 2025-03-11 | Källa: Uppdaterad: 2025-03-11 |         | Utv = Utvisningsminuter | Utv = Utvisningsminuter | Utv = Utvisningsminuter | Utv = Utvisningsminuter | Utv = Utvisningsminuter |
| År                            | Lag                           | Mästerskap                    | Matcher | Mål                     | Assists                 | Poäng                   | Utv                     |                         |
| ----------------------------- | ----------------------------- | ----------------------------- | ------- | ----------------------- | ----------------------- | ----------------------- | ----------------------- | ----------------------- |
| 2022                          | Belarus                       | JVM-D1A                       | 5       | 0                       | 2                       | 2                       | 4                       |                         |
| Junior totalt                 | Junior totalt                 | Junior totalt                 | 5       | 0                       | 2                       | 2                       | 4                       |                         |